# Seznam osobností Příbrami
Zde najdete seznam skutečně existujících osobností, jejichž život byl spojený s městem Příbram. Seznam obsahuje zejména osobnosti ve městě narozené, ve městě působící nebo ve městě zesnulé. Seznam je sestaven abecedně.

## Osobnosti, které se zapsaly do historie města

### Duchovní
- Arnošt z Pardubic (1297–1364), arcibiskup pražský, majitel panství, přestavěl příbramskou tvrz na zámeček a dál ho zvelebil; náměstí v Příbrami
- Božovský František (1912–2003), farář Církve československé husitské
- Hartman, Josef (1881–1947), děkan a arcibiskupský vikář v Příbrami, pohřbený v Příbrami
- Jan z Příbrami († 1448), husitský teolog
- Kalous František (1881–1965), farář Církve československé husitské, nacistický politický vězeň
- Ondrák, Prokop (1810–1873), katolický kněz a pedagog, překladatel z francouzštiny, spisovatel, čestný občan, pohřbený v Příbrami
- Přibyl, Stanislav (* 1971), katolický kněz, farář na Svaté Hoře 1999–2008
- Vojáček, Antonín (1833–1904), katolický kněz a pedagog, překladatel, spisovatel a čestný občan
- Zbyněk Zajíc z Hazmburka (1376–1411), arcibiskup pražský, udělil Příbrami městská práva

### Páni města, šlechtici, politici a vojáci
- Čižek, Augustin (1877–1946), politik, poslanec, starosta Příbrami 1928–1941
- Dundáčková, Eva (* 1964), politička, poslankyně
- Fuksa, Ivan (* 1963), starosta Příbrami 2002–2006, ministr zemědělství ČR 2010–2011, poslanec Poslanecké sněmovny Parlamentu ČR 2010–2012
- Hail, Karel (1819–1893), starosta okresního zastupitelstva v Příbrami 1866–1893, starosta města a Sokola, název ulice
- Hanuš z Kolovrat (okolo 1390–1450), šlechtic, za husitských válek opakovaně přepadl a poničil město, stojící na straně husitů
- Ježek, Karel (?), komunistický politik, předseda Okresního národního výboru od roku 1946
- Klička, Hynek (1867–1949), sociálně demokratický, později komunistický novinář a politik, poslanec Říšské rady, za 1. republiky starosta Březových Hor
- Laub, Alois (1896–1945), legionář, osobnost I. a II. odboje
- Mixa, Blažej (1834–1915), politik, poslanec a starosta Příbrami; název ulice
- Moravec, Jan (1902–1976), zvěrolékař, odbojář, poslanec
- Řihák, Josef (* 1959), starosta Příbrami 2006–2012, senátor za Příbramsko od roku 2008, středočeský krajský hejtman od roku 2012
- genmjr. Tesařík, Richard (1915–1967), voják, tankista, hrdina bojů na Dukle, vyznamenaný zlatou hvězdou Hrdiny Sovětského svazu; ulice v Příbrami
- Vacek, Josef (* 1959), starosta Příbrami 1991–2002
- Vondrášek, Josef (* 1950), politik narozený a studoval v Příbrami, starosta Rožmitálu pod Třemšínem (od r. 1998), člen zastupitelstva Středočeského kraje a poslanec Poslanecké sněmovny PČR (od r. 2013)
- Vojíř, Zdeněk (1937–2007), první senátor za volební obvod Příbram 1996–2002
- Volný, Jaromír (* 1946), senátor za volební obvod Příbram v letech 2002–2008
- Vyhnis, Čeněk (1842–1897), středoškolský profesor, ředitel gymnázia 1872–1891 a první předseda příbramského odboru Klubu českých turistů

### Lékaři
- Hebelka, Filip (* 1978), chirurg a ortoped (specialista na úrazy ruky) a příbramský horolezec
- Trnka, Václav (1897–1965), chirurg, první primář a ředitel příbramské nemocnice v letech 1932–1965; pomník u nemocnice

### Umělci
- Bartoš, Josef (1861–1924), hudební skladatel
- Bosáček, Josef (1857–1934), malíř
- Brandl, Petr (1668–1735), malíř, představitel vrcholného baroka, autor obrazu Zvěstování (1697) v Pražské kapli ochozu Svaté Hory (dnes kopie)
- Čáka, Jan (* 1929), spisovatel a výtvarník, popisuje místopis Příbrami a okolí, v širším ohledu Brd a Povltaví
- Dientzenhofer, Kilián Ignác (1689–1751), architekt vrcholného baroka, stavitel schodů na Svatou Horu a autor soch tamtéž
- Dousková, Irena (* 1964), spisovatelka, narozena v Příbrami, její román Hrdý Budžes se dočkal úspěšné divadelní úpravy v příbramském divadle
- Drda, Jan (1915–1970), spisovatel, narozený v Příbrami, o které často psal; pamětní deska
- Dvořák, Antonín (1841–1904), hudební skladatel, zajížděl na letní byt ve Vysoké u Příbrami, zkomponoval zde operu Rusalka.
- Effa, Karel (1922–1993), herec, narozený v Příbrami, působil ve zdejším divadle
- Faltýnek, Jan (1936–1995), herec a bavič, působil ve zdejším divadle
- Fidler, Bohumil (1860–1944), skladatel a dirigent, zakladatel Příbramské filharmonie
- Forst, František (1891–1960), hudební skladatel, dirigent Příbramské filharmonie, sběratel hornických písní
- Gulyáš, Michal (* 1966), herec, působil ve zdejším divadle
- Hlinomaz, Josef (1914–1978), herec, narozený v Příbrami, syn Václava Hlinomaze, působil ve zdejším divadle
- Hlinomaz, Václav (1873–1941), skladatel a pedagog, organizátor hudebního života, předseda Příbramské filharmonie
- Hojden, Karel (1893–1975), kreslíř a grafik
- Hruška, Miloš (1924–1997), pedagog výtvarného klubu v Příbrami, kde vyučoval malbu a sochařství, autor soch ve městě
- Hrzánová, Barbora (* 1964), herečka, za svůj výkon v příbramské inscenaci Hrdý Budžes dostala Cenu Thálie
- Jelínek, Hanuš (1878–1944), básník, překladatel z francouzštiny, esejista a divadelní kritik, narozen v Příbrami
- Koutecký, Vlastimil (1930–2000), scénograf, působil ve zdejším divadle
- Lurago, Carlo (1615–1684), barokní architekt, poutní kostel na Svaté Hoře stavěl v letech 1659–1674
- Mácha, Otmar (1922–2006), hudební dramaturg, skladatel a režisér, narodil se na Březových Horách
- Mathauser, Josef (1846–1917), malíř, podílel se na výzdobě svatohorského kláštera
- Jiří Náhlík (* 1930), architekt a projektant staveb v Kladně, Praze a Příbrami
- Nový, Pavel (* 1948), herec, působil ve zdejším divadle
- Sabongui, Renata (* 1960), tanečnice a taneční pedagožka, narozena v Příbrami, založila a provozovala v Příbrami baletní školu
- Schadt, Karel (1888–1955), impresionistický malíř, olejomalby krajin
- Svoboda, Hanuš (1876–1964), hudební skladatel a pedagog, rodák
- Šára, Václav (1893–1951), sochař, autor pomníků a soch umístěných v Příbrami a na Svaté Hoře
- Škoda, Antonín (1839–1919), překladatel, ředitel příbramského gymnázia
- Šmolík, Pavel (* 1979), varhaník, sbormistr a regenschori na Svaté Hoře, dirigent Příbramské filharmonie
- Ullmann, Vojtěch Ignác (1822–1897), český architekt období historismu, autor budovy příbramské radnice, zemřel v Příbrami
- Vepřek, Antonín (1907–1977), sbormistr Příbramského smíšeného sboru, zakladatel Příbramského dětského pěveckého sboru
- Vepřek, Vladimír (1946–2002), sbormistr Příbramského smíšeného sboru
- Vojtová, Eva (1930–2020), herečka, tři desetiletí působila ve zdejším divadle
- Voláková-Mojsejová, Milada (* 1952), výtvarnice
- Vyskočil, Quido Maria (1881–1969), hornický básník
- Žák, Jiří (1936–2009), herec, působil ve zdejším divadle, byl jeho umělecký ředitel

### Vědci
- Adamčík, Josef (1863–1919), stavitel a profesor geodézie
- Alis, Jan Antonín (1732–1801), hormistr, huťmistr, horní správce a báňský rada, zemřel v Příbrami, náměstí J. A. Alise na Březových Horách
- Beer, Augustin (1815–1879), báňský inženýr, profesor báňské akademie v Příbrami, narodil se a zemřel v Příbrami
- Čuřík, František (1876–1944), matematik, rektor Vysoké školy báňské v Příbrami
- Hrabák, Josef (1833–1921), báňský inženýr, profesor báňské akademie v Příbrami, zemřel v Příbrami, název ulice s tabulkou
- Pošepný, František (1836–1895), geolog
- Theurer, Josef (1862–1927), fyzik, rektor Vysoké školy báňské v Příbrami, náměstí s pomníkem a bustou
- Ziegelheim, Gustav (1839–1904), pedagog oboru důlní měřičství a mapování i rektor na Báňské akademii

### Sportovci
- Csaplár, Josef (* 1962), fotbalista a fotbalový trenér
- Janů, Tomáš (* 1973), fotbalista
- Jendruščák, Petr (* 1981), fotbalista
- Mezera, František (* 1963), horolezec
- Pechanová, Jana (* 1981), plavkyně
- Vítek, Rostislav (* 1976), plavec

### Jiné osobnosti
- Jarolímek, Jiljí (1836–1886), ředitel dolů
- Mácha, Ladislav (1923–2018), narozen ve Višňové u Příbrami, vyšetřovatel faráře Josefa Toufara z Číhoště, pro podezření z jeho vraždy či těžké ublížení na těle byl vyšetřován i souzen, do vězení však nikdy nenastoupil
- Matějka, Josef (* 1977), podnikatel, vlastník CZC.cz
- Starka, Jaroslav (* 1955), podnikatel, vlastník fotbalového klubu
- Stavinoha, Ondřej (* 1955), s Františkem Polákem v srpnu 1978 vyhodil do povětří sochu Gottwalda v Příbrami, politický vězeň
- Váchová, Lucie, provdaná Křížková (* 1984), modelka, Miss České republiky
- Wohanka, Josef (1842–1931), politik a podnikatel, v Příbrami založil továrnu na výrobu drezín Wohanka & spol.
- Zahrádka, František (1930–2017), politický vězeň, nositel Řádu T.G.M., spoluzakladatel Památníku Vojna
- Zástěra, Jaromír (1930–1984), politický vězeň, redaktor Hlasu Ameriky

## Osobnosti, které se v Příbrami narodily, ale působily převážně jinde

### Umělci
- Anlaufová, Jitka (* 1962), malířka
- Bedřich, Václav (1918–2009), výtvarník, režisér animovaných filmů
- Burian, Petr (* 1945), herec a politik
- Drtikol, František (1883–1961), světoznámý fotograf
- Charvát, Alois (1857–1933), herec, kabaretiér a komik, ulice a pamětní deska v Příbrami
- Juráček, Pavel (1935–1989), filmový režisér a scenárista
- Kolářský, Zdeněk (1898–1989), houslista a houslový pedagog
- Kováčová, Kateřina (* 1982), básnířka a pedagožka
- Malík, Jan (1904–1980), loutkář
- Máša, Antonín (1935–2001), filmový režisér a scenárista, narozen ve Višňové u Příbrami
- Myšička, Martin (* 1970), divadelní a filmový filmový herec, narozen v Příbrami, žil ve Staré Huti
- Mrkvička, Otakar (1898–1957), ilustrátor a karikaturista
- Pinc, Zdeněk (* 1945), filosof, sociolog a vysokoškolský pedagog
- Přibík, Josef (1855–1937), hudební skladatel, dirigent a operní ředitel
- Sokolovský, Evžen (1925–1998), filmový a televizní režisér, představitel dogmatické kinematografie období normalizace
- Spurný Josef (* 1952) grafik a aktivní sportovec žijící v Praze, autor filmových klapek
- Trapl, Vojtěch (1917–1998), režisér dokumentárních a hraných filmů, rovněž představitel dogmatické režie 70. let
- Týrlová, Hermína (1900–1993), autorka animovaných filmů, narozena na Březových Horách
- Vojtová, Hermína (1890–1976), herečka

### Literáti
- Adam, Karel (1890–1971), pedagog, překladatel, básník
- Bouška, Sigismund (1867–1942), kněz, překladatel a básník
- Hašková, Lenka (1923–2016), novinářka a spisovatelka
- Hrabě, Václav (1940–1965), básník
- Kováčová, Kateřina (* 1982), básnířka
- Pechar, Jiří (* 1929), literární vědec, překladatel, estetik a filosof
- Steklač, Vojtěch (* 1945), spisovatel
- Škoda, Jan Karel (1810–1876), kněz, spisovatel a pedagog

### Vědci
- Hackenschmied, Václav Zdeněk (1867–1945), etnograf a pedagog
- Mrázek, Alois (1868–1923) – český zoolog, entomolog a etolog
- Pechar, Jiří (* 1929), estetik a filosof
- Pinc, Zdeněk (* 1945), pedagog a filosof
- Matějčková, Tereza (* 1984), překladatelka, profesorka filosofie
- Wenig-Malovský, Arnošt (1883–1964), právník

### Sportovci
- Boula, Ondřej (* 1977), volejbalista
- Čapková, Tereza (* 1987), atletka
- Doležal, Josef (1920–1999), atlet, mistr Evropy v chůzi
- Hartmann, Karel (1885–1944), hokejista, olympionik, oběť nacismu.
- Kadlec, Drahomír (* 1965), hokejista, reprezentant
- Kossányiová, Andrea (* 1993), volejbalistka
- Macek, Michal (* 1981), fotbalista
- Neliba, Jan (* 1953), hokejista, hokejový trenér
- Pešková, Vlasta (* 1938), atletka, olympionička
- Pičman, Zdeněk (1933–2014), fotbalista
- Rajtoral, František (1986–2017), fotbalista, reprezentant
- Řechka, Radek (* 1975), bobista, olympionik
- Slepička, Miroslav (* 1981), fotbalista, juniorský reprezentant
- Šimeček, Martin (* 1967), krasobruslař
- Štefan, Patrik (* 1980), hokejista, reprezentant
- Veselý, Jiří (* 1993), tenista
- Vítek, Rostislav (* 1976), plavec
- Zápotočný, Tomáš (* 1981), fotbalista, reprezentant

### Jiné osobnosti
- Antropius, František (1896–1943), československý legionář, důstojník, protinacistický odbojář
- Bárta, Jan Baptista (1921–1982), katolický kněz, politický vězeň
- Černý, Václav (1913–1997), hutní inženýr, ministr hutního průmyslu
- Dobeš, Jaroslav, zvaný Guru Jára (* 1971), cestovatel, léčitel a odsouzený násilník
- Dusík, Michal (* 1971), sportovní komentátor
- Hořovský, Eduard (1831–1898), báňský inženýr
- Ptáčková Melicharová, Lenka (* 1969), politička a státní úřednice
- Schöffel, Josef (1832–1910), rakouský politik, novinář a ochránce přírody
- Stočesová, Kateřina (* 1979), modelka, Miss České republiky
- Šmucler, Roman (* 1969), lékař a moderátor
- Závorka, František (1911–1943), voják, výsadkář

## Osobnosti, které v Příbrami zemřely, ale působily převážně jinde

### Umělci
- Bláha, Václav (1901–1959), hudební skladatel
- Buchar, Emil (1901–1979), astronom, geodet a pedagog
- Hrnčíř, Josef (1921–2014), dirigent a hudební vědec
- Mandlová, Adina (1910–1991), filmová herečka
- Schweigstill, Bohumil (1875–1964), autor loutkových her a knih pro děti
- Slavíček, Jiří (1901–1957), filmový střihač, scenárista a režisér